# Thorectes shankara
Thorectes shankara är en skalbaggsart som beskrevs av Carpaneto och Mignani 1999. Thorectes shankara ingår i släktet Thorectes och familjen tordyvlar. Inga underarter finns listade i Catalogue of Life.